# Liliana Díaz Mindurry
Liliana Díaz Mindurry là một nhà văn nữ người Argentina, sinh ra ở Buenos Aires, Argentina năm 1953. Bà đã tốt nghiệp luật tại Đại học Buenos Aires, nơi bà từng dạy triết lý luật. Bà buộc phải chạy sang Pháp trong chế độ độc tài quân sự. Mindurry ở đó 7 năm, cho đến khi nền dân chủ được phục hồi cho Argentina. Kể từ đó, bà đã cống hiến hết mình vào sự nghiệp viết văn, và dẫn đầu nhóm văn học Malosayres.
Mindurry đã nhận được nhiều giải thưởng: Giải thưởng Juan Rulfo (1993 và 1994), Giải thưởng thành phố đầu tiên của Buenos Aires (1991), Giải nhất, Đại sứ quán Hy Lạp (1990); Giải thưởng Quỹ Antorchas (1991); Giải nhất, Quỹ Quốc gia về Nghệ thuật (1994); Giải thưởng Planeta (1998); Giải thưởng Trung tâm văn hóa Mexico
Từ năm 1989, bà đã phối hợp các hội thảo văn học tại các tổ chức khác nhau và từ giữa những năm 1980, bà đã xuất bản một câu chuyện cá nhân vững chắc với một giai điệu thơ ca mạnh mẽ.
Các tác phẩm của Mindurry đã được dịch sang tiếng Đức và tiếng Hy Lạp. Một số bài thơ của bà đã được xuất bản ở Medellin, Colombia và Salzburg, Áo.

## Tác phẩm
Buenos Aires, ciudad de la magia y de la muerte (1985), La resurrección de Zagreus (1988), La estancia del sur (1990), Sinfonía en llamas (1990), Paraíso en tinieblas (1991), En el fin de las palabras (1992), A cierta hora (1993), Retratos de infelices (1993), Wonderland (1993), Lo extraño (1994), Ultimo tango en Malos Ayres (1998), Lo indecible (1998), Pequeña música nocturna (1998), Summertime (2000), Hace Miedo Aquí.